# Ryby pancerne
Ryby pancerne, tarczowce, plakodermy (Placodermi) – gromada kopalnych ryb. 
Żyły od późnego syluru do samego końca dewonu (od 420 do 360 milionów lat temu). Razem z rybami fałdopłetwymi zaliczane do najstarszych reprezentantów ryb. Miały chrzęstny szkielet osiowy oraz strunę grzbietową. Głowę oraz większą część tułowia osłaniał silny pancerz złożony z dużych płyt (stąd pochodzi ich nazwa). Płyty, które otaczały otwór gębowy, były uzbrojone w duże i ostre zęby, które jednak nie były homologiczne z zębami kręgowców. Specyficzną cechą tej grupy zwierząt był staw łączący czaszkę z pancerzem tułowia. Były to zazwyczaj ryby przydenne, o grzbietobrzusznie spłaszczonym ciele. Są też dowody, że przynajmniej część dewońskich plakoderm była już żyworodna, co było ewolucyjnym zabezpieczeniem przed niebezpiecznym okresem rozwoju zarodkowego.
Z analiz filogenetycznych przeprowadzonych przez Brazeau (2009), Davisa, Finarelliego i Coatesa (2012), Zhu i współpracowników (2013), Dupreta i współpracowników (2014) oraz Longa i współpracowników (2015) wynika, że ryby pancerne nie stanowią kladu, lecz stanowią one grad ewolucyjny obejmujący przodków kladu, do którego należą fałdopłetwe oraz ryby chrzęstnoszkieletowe i kostnoszkieletowe; natomiast z analizy Kinga i współpracowników (2017) wynika, że ryby pancerne są grupą monofiletyczną.

## Klasyfikacja
- Gromada PLACODERMI
  - Rząd Acanthothoraci
  - Rząd Antiarchi
  - Rząd Arthrodira
  - Rząd Brindabellaspida
  - Rząd Petalichthyida
  - Rząd Phyllolepida
  - Rząd Ptyctodontida
  - Rząd Rhenanida